# Аттал II

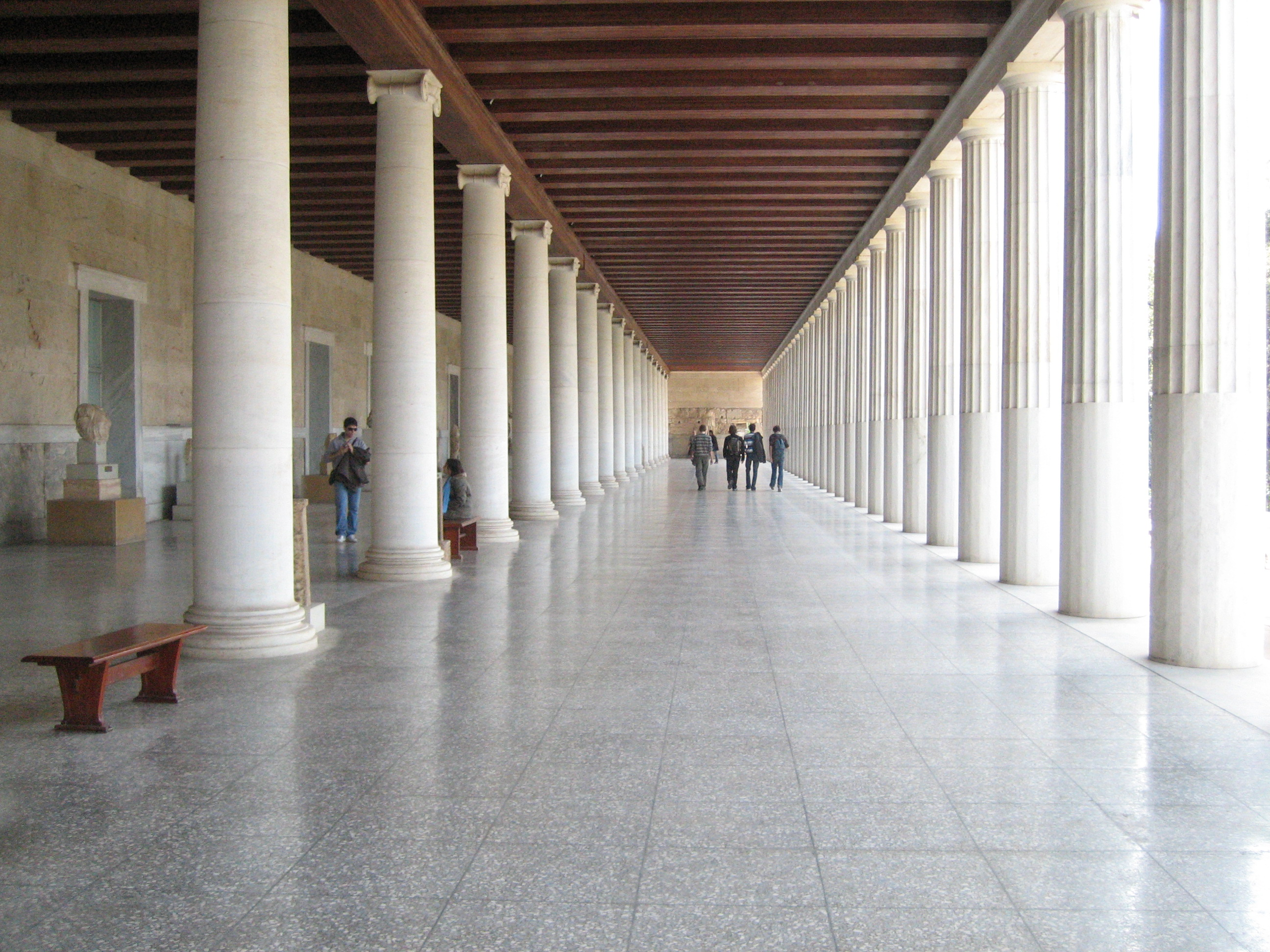
Стоя Аттала в Афинах

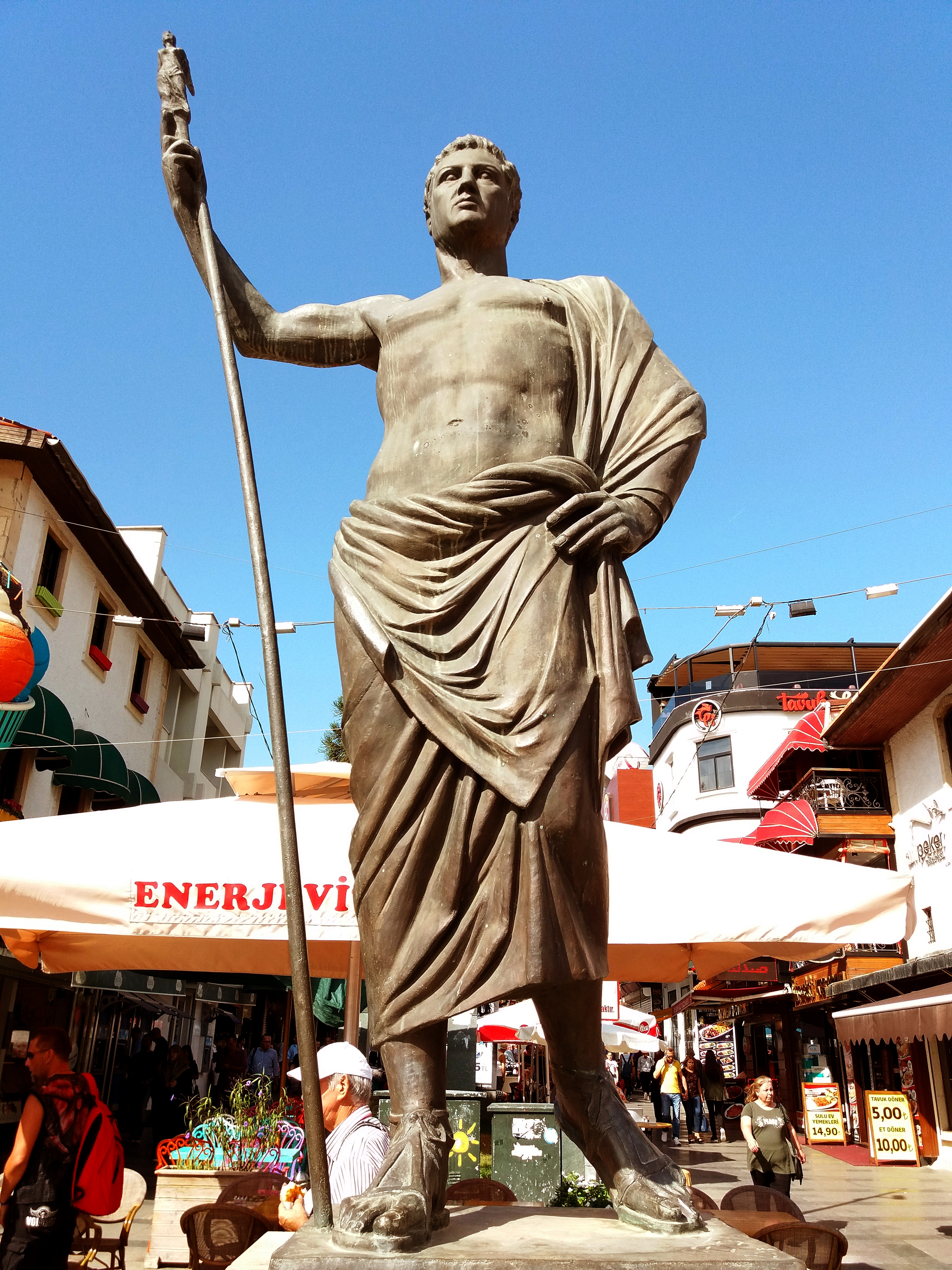
Статуя Аттала II в Анталии.

Аттал II Филадельф (др.-греч. Ἄτταλος Β΄ ὁ Φιλάδελφος; 220 — 138 до н. э.) — царь Пергама, наследовавший своему старшему брату Эвмену II в 159 году до н. э. и правивший до самой смерти в 137 году. В царствование Эвмена зарекомендовал себя как талантливый военачальник, отличился в Галатии (189 до н. э.) и Греции (171 до н. э.). Не раз ездил с дипломатическими поручениями в Рим и заручился поддержкой римлян в своих основных начинаниях, включая свержение Деметрия Селевкида и возведение на сирийский престол Александра Валаса. Собственное правление Аттала было омрачено войной с вифинским царём Прусием II. Имя Аттала увековечил основанный им на юге своих владений город Атталия (совр. Анталья).